# Генрих I (пфальцграф Лотарингии)
Генрих I (нем. Heinrich I) — пфальцграф Лотарингии в 1045—1060 годах из династии Эццоненов. Сын Эццелина I.
С 1045 года пфальцграф Лотарингии. Принял пфальцграфство от своего кузена Оттона II, получившего от императора Генриха III герцогство Швабия.
Около 1048 года женился на Матильде Верденской (1025—1060), дочери герцога Гоцелона Лотарингского и сестре папы Стефана IX.
Получил замок Кохем от своей племянницы — польской королевы Рихенцы Лотарингской.
Во время болезни императора Генриха III был избран его преемником.
После 1058 года у пфальцграфа Генриха начали проявляться признаки безумия, и он был помещён в аббатство Горце. Бежал из-под присмотра, когда услышал, что Матильда изменяет ему с одним из его родственников, и убил жену топором (17 июля 1060 года).
После этого Генриха постригли в монахи и заточили в аббатство Эхтернах, где он вскоре умер. Его владениями стал управлять кёльнский архиепископ Анно II, взявший опекунство над сыном Генриха Германом II (пфальцграф в 1064—1085 годах).